# Kalifornijski poker
Kalifornijski poker – amerykańska tragikomedia z 1974 roku.

## Główne role
- George Segal – Bill Denny
- Elliott Gould – Charlie Waters
- Ann Prentiss – Barbara Miller
- Gwen Welles – Susan Peters
- Edward Walsh – Lew
- Joseph Walsh – Sparkie
- Bert Remsen – Helen Brown

## Fabuła
Bill Denny i Charlie Waters poznają się w klubie hazardowym w Południowej Kalifornii. Bill jest zwykłym hazardzistą, który pracuje na pełnym etacie w magazynie, Charlie jest drobnym graczem z werwą, dopasowuje się do sytuacji, by się pokazać jako potencjalny zwycięzca przy pokerowym stole. Ponieważ obaj spędzają ze sobą więcej czasu, Bill zaczyna naśladować sposób bycia Charlie, wliczając w to umawianie się z przyjaciółką Charliego, prostytutką Barbarą Miller, ale częściej robi to z Susan Peters. Bill nawet zapożycza się u lichwiarza, by mieć za co grać. Mimo to, obaj mają wystarczającą ilość pieniędzy, by ruszyć do Reno i grać w pokera.